# Вёрнс, Кристиан
Кри́стиан Вёрнс (нем. Christian Wörns; 10 мая 1972, Мангейм, ФРГ) — немецкий футболист, защитник. Выступал за сборную Германии.

## Клубная карьера
С 1991 по 1998 год выступал за «Байер», в 1993 вместе с леверкузенским клубом завоевал Кубок Германии. В сезоне 1998/99 играл за «Пари Сен-Жермен». В 1999 году перешёл в «Боруссию» из Дортмунда. В составе «Боруссии» стал чемпионом Германии 2002 года.

## Карьера в сборной
В 1992 году Вёрнс провёл свой первый матч за сборную. В составе сборной он был участником чемпионата Европы 1992 года, чемпионата мира 1998 года и чемпионата Европы 2004 года.
На чемпионате Европы 1992 года Вёрнс не провёл ни одного матча, но стал серебряным призёром. На чемпионате мира 1998 года в четвертьфинале против Хорватии Вёрнс был удалён с поля, а его сборная проиграла 0:3.
Из-за травмы Вёрнс пропустил чемпионат мира 2002 года.

## Достижения
- Чемпионат Европы по футболу: 1992 (вице-чемпион)
- Кубок Германии по футболу: 1992/93
- Чемпионат Германии по футболу: 2001/02
- Финалист Кубка УЕФА: 2001/02
- Кубок Германии по футболу: 2007/08